# Daitya
No Hinduísmo, os Daityas eram filhos de Diti e o sábio Caxiapa. Eles eram uma raça de gigantes que combateram os deuses porque eles eram invejosos dos seus meio-irmãos Devas. Entre os mais conhecidos Daityas incluem Bali, Hiranyakashipu e Hiranyaksha. Eles também era chamados de Asuras, mas este nome também é usado para descrever os Danavas.
De acordo com Helena Blavatsky, Daitya é também o nome de uma ilha continente durante a era de Atlantida que desapareceu à 850.000 anos atrás. Ela era habitada por seres humanos gigantes.